# Luis Fernando Dadie Fernández
Luis Fernando Dadie Fernández (Pasaia, 17 de maig de 1966) és un exfutbolista basc, que ocupava la posició de defensa.
Sorgeix del planter de la Reial Societat, i puja al primer equip el 1985. Va romandre fins a sis temporades al club donostiarra, sent suplent en totes elles. El 1987, va guanyar la Copa del Rei, l'any en què més va jugar amb la Reial, fins a 19 partits.
L'estiu de 1992 recala al Celta de Vigo. Al quadre gallec passa una discreta primera temporada, però a la segona disputa 23 partits. Entre 1994 i 1996 formaria part del CA Osasuna, a Segona Divisió, on també romandria a la suplència.